# Eugène De Bie
Eugène De Bie (né le 10 mars 1914 à Watermael-Boitsfort - mort le 20 août 1983 à Quimper) est un peintre belge.

## Biographie
Eugène De Bie naît en 1914 à Watermael-Boitsfort. Il renonce à l'École des mines pour entrer à l'Académie royale des beaux-arts de Bruxelles où il fait des études brillantes. Son professeur sera l'impétueux Van Haelen ; ses maîtres belges s'appelleront Anto Carte, James Ensor, Constant Permeke
, 
et Léon Devos avec lequel il sera à plusieurs reprises invité à exposer par le groupe Nervia. Il devient très vite l’ami du sculpteur forestois Victor Rousseau, alors directeur de l'Académie des beaux-arts de Bruxelles. II achèvera ensuite sa formation, pendant deux ans, à Paris, à l'École du Louvre   où il s’exercera à la copie des maîtres anciens.
En 1947, il se fixera pour un temps en Bretagne, 

au port du Guilvinec où la lumière le fascinera. Sa palette va s’éclaircir. En 1960, revenu en Belgique il partagera désormais son temps entre ses ateliers belge et breton. Son œuvre en évolution constante, témoigne de sa crainte de la répétition et s’explique en partie par la volonté sans cesse réaffirmée d’éviter l’emprisonnement confortable d’un style. Dans une perpétuelle recherche, il va atteindre le rêve au travers du fantastique.

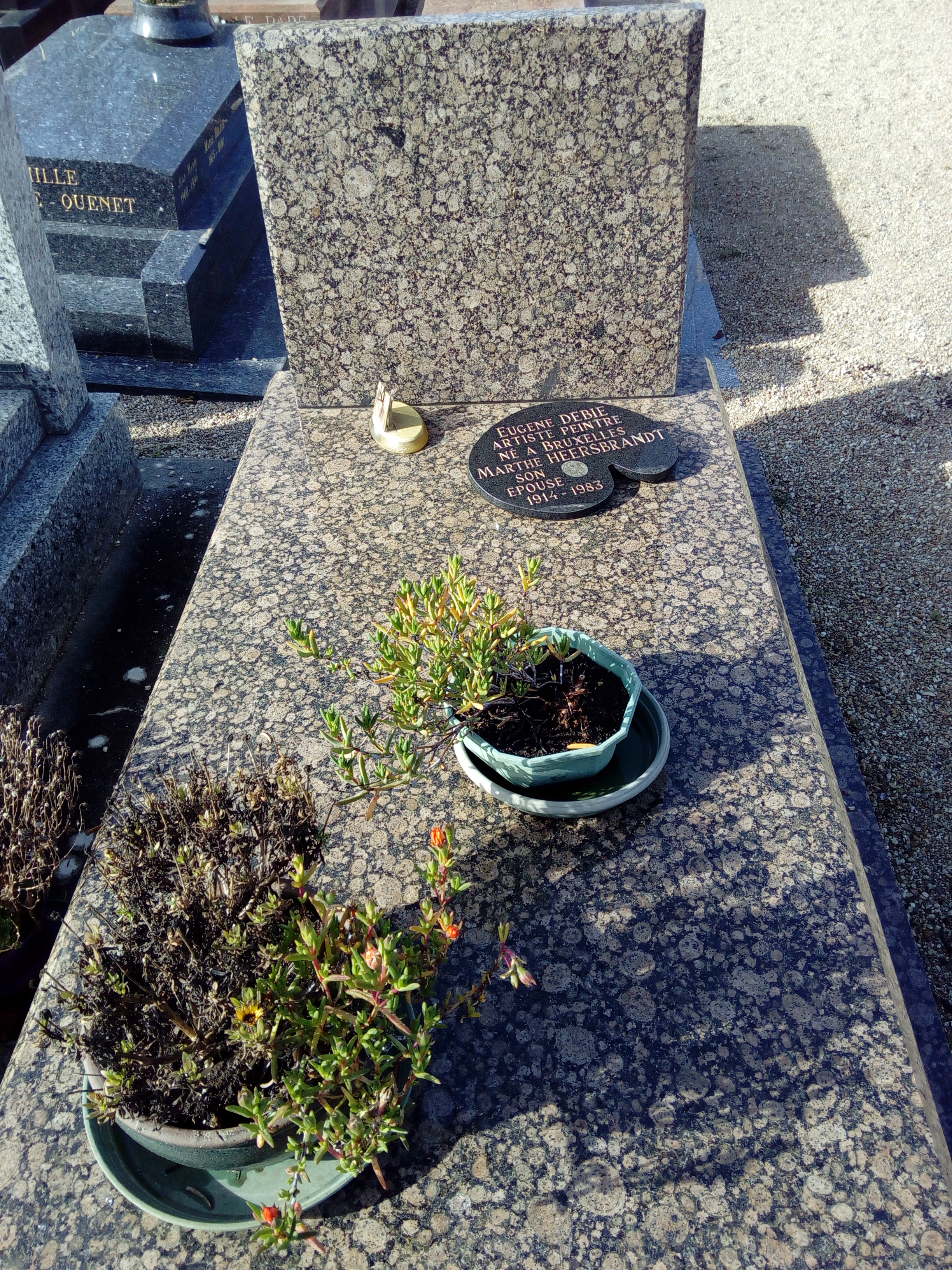
Vue générale de la tombe du couple De Bie, Guilvinec

Artiste éclectique, Eugène De Bie a peint aussi bien des paysages que des portraits ou des scènes de groupe ,
. Il a aussi illustré des livres. Comme Les Contes et Souvenirs de Cornouaille de Marcel Divanach

Il est l'auteur de nombreuses œuvres d’art d’inspiration religieuse comme une « Croix monumentale » en l’église Ste-Marie-Mère-de Dieu à Forest-Bruxelles (Belgique)  et un Chemin de Croix en i’église St-Martin à Jemappe/Mons (Belgique) (14 tableaux)
S'interrogeant malgré tout sur les filiations artistiques d'Eugène De Bie et cherchant au-delà des arts plastiques, le poète breton, Alexis Gloaguen, a écrit très justement : « on pourrait rapprocher Eugène De Bie de Fellini, aussi bien dans les thèmes que dans les plans felliniens composés à la manière d'un tableau mouvant. De Maurice Béjart il retrouve la simplification et la pureté du geste. De fait, les hommes et les femmes d'Eugène De Bie semblent toujours saisis dans un mouvement mystérieux, une chorégraphie. Mais ce qui frappe surtout c'est la correspondance avec le théâtre de Michel de Ghelderode. Le peintre et l'écrivain ont en partage leur sensibilité flamande ainsi qu'une galerie de personnages très proches : montreurs de marionnettes, gens du voyage, poignants, farouches et malheureux. Ils ont en commun une verve baroque, une ironie, une révolte et un sens critique très voisins. Plus Eugène De Bie avancera dans son œuvre, plus le dialogue avec le grand styliste qu'est Ghelderode s'approfondira sans jamais se réduire à un commentaire. »
Le 7 juillet 1983, près de Sainte-Marine, en Bretagne, son épouse et lui sont victimes d'un accident de la circulation où Marthe De Bie trouve la mort. Lui-même décède le 20 août, à l'hôpital de Quimper. Tous deux reposent au cimetière de Guilvinec.

## Style
« Comment situer le peintre Eugène De Bie, par rapport aux courants qui traversent l'Histoire de l'art » s’interrogeait l’historien d’art Denis Coekelberghs : « L'exercice est toujours un peu vain et toute classification abusive. Aussi se bornera-t-on à écarter l'étiquette surréaliste qu'il refuse lui-même avec force, pour lui préférer celle de fantastique. Il aimait aussi se définir comme baroque : on le suivra volontiers, dans la mesure surtout où son art, comme celui de vrais baroques, n'a de désordonné que l'apparence. Car rien n'est laissé au hasard chez De Bie : de la première esquisse crayonnée et abstraite qui s'impose à lui comme une musique et qu'il accompagne de mots, jusqu'à l’œuvre achevée, il y a chaque fois - comme en parallèle au déroulement de sa carrière linéaire - un remarquable cheminement soigneusement élaboré ».
Complexe, le style de De Bie l'est assurément. Il ne fait pas de doute que le trait le plus essentiel de son génie se trouve dans sa capacité de soumettre (dans le sens de proposer) son puissant imaginaire à une raison directrice.
En d'autres mots, on peut dire que « dans son œuvre se trouve en quelque sorte l'union du Nord fantastique avec la rationalité latine. »